# American amber ale
American amber ale é um estilo de cerveja americana. Em algumas regiões, é chamada de red ale e foi popularizada na região norte da Califórnia e na região Noroeste Pacífico, onde há uma atratividade pela utilização do lúpulo, antes de se espalharem pelo resto dos Estados Unidos. 